# Малая круглая мышца
Малая круглая мышца (лат. Musculus teres minor) представляет собой продолговатый, несколько округлой формы тяж, мышечные пучки которого располагаются параллельно друг другу.
Верхним краем малая круглая мышца вплотную прилегает к подостной мышце; задняя её часть прикрыта большой круглой, а передняя — дельтовидной мышцей. Мышца начинается от латерального края лопатки от подсуставного бугорка до нижнего угла кости. Направляясь латерально, она переходит в довольно мощное сухожилие, которое срастается с задней поверхностью суставной капсулы плечевого сустава и прикрепляется к нижнему краю большого бугорка плечевой кости.

## Функция
Супинирует плечо, несколько отводя его назад. Оттягивает суставную капсулу плечевого сустава. Вместе с подостной, надостной и подлопаточной мышцами образует вращательную манжету плеча, которая стабилизирует плечевой сустав во время отведения руки в сторону.